# Gækkebrev
Et gækkebrev er en specifik dansk tradition fra påsken, som oprindeligt indeholdt en vintergæk, heraf navnet, der også knyttes til verbet "at gække" i betydningen "at vildlede". "At drive gæk med" er "at spille et puds",  som gækkebrevet også er et forsøg på.

## Gækkebrev
Gækkebrev afløste bindebrevene (se nedenfor). Bindebrevenes knuder blev udskiftet med indviklede, knudelignende papirklip. Skikken blev brugt til flirt mellem unge mennesker, og et typisk gækkebrevsklip kunne være "kærlighedsknuden", hvor papirklippets knudemønster formede flere hjerter.
Modtageren har et gæt til at finde navnet eller initialerne på afsenderen af gækkebrevet. Hvis det ikke gættes første gang, skylder modtageren afsenderen et påskeæg. En anden tradition: For hvert fejlgæt, skylder modtageren afsenderen et påskeæg.
Brevet klippes i papir med et symmetrisk mønster. Det sendes anonymt med punktummer i stedet for bogstaver: "Mit navn det står med prikker". Ofte tilføjes et lille påskedigt.
Digtene spænder fra enkelte sætninger over vrøvlevers til de mere poetiske, her er eksempler:
- Gæk gæk gæk - mit navn er blevet væk.
- Omme bag en tjørnehæk fandt jeg denne vintergæk. Nu med den du får fra mig, sendt en hilsen – hvem er jeg?
- Digtet i Vejle af 24 snegle, skrevet i Rom af kaptajn Vom, gæt så hvorfra brevet kom.
eller et mere poetisk:
- En vintergæk, en sommernar, en fugl foruden vinger, en lille ven, som har dig kær, en kærlig hilsen bringer.
Det ældste bevarede gækkebrev blev sendt til Maria Christiane Hansdatter i Odense i 1770:
"En Giæk lader hun sig kalde,
det monne mit Hjerte befale,
min Giæk skal hun være
fra Vintren til Somren med Ære." 
Skillingsviseproducenten Strandberg i Holmensgade udgav en ny samling gækkevers hvert år, for det meste om frierier. Han skrev også svarvers, som man kunne sende, når afsenderen var afsløret. I 1899, da mesterbryderen (den senere cirkusdirektør) Magnus Bech-Olsen nedlagde en tyrkisk modstander, havde Strandberg et digt klar:
"Du tror dig stærk, og du higer efter,
at maale med hele Verden Kræfter,
og blive Bech-Olsens Overmand,
men Peter, det gaar vist ikke an.
Du mener, du kan hævde Styrken,
og li'som Bech-Olsen vælte Tyrken,
og blive Alverdens Bryderskræk.
Hu ha, du lille, du er en Gæk." 
Efter første verdenskrig var skikken i aftagende, men fra slutningen af 1990'erne har man igen solgt gækkevers på posthusene. I dag er gækkebreve mest udbredt blandt børn.

## Bindebrev
Bindebrevet var et rimbrev, oftest indeholdende en gåde, som man sendte folk på deres navnedag eller en af de fire tamperdage, og hvorved de erklæredes "bundne", indtil de enten havde løst gåden, eller løst sig ved at holde et gilde. I digtsamlinger fra 1600- og 1700-tallet træffer man talrige
bindebreve forfattet af Bording, P. Syv, Jørgen Sorterup, Reenberg med flere.  I stedet for en gåde, kunne det dreje sig om at løse en række knuder på en snor, som pyntede brevet.
Bindebreve var ofte kunstfærdige og dekoreret med farver, blomster og vers. De ældste kendte bindebreve er fra 1600-tallet, og skikken overlevede til langt ind i 1800-tallet. Vi kender et fra Christian IV til hans frille Karen Andersdatter:
"Kiere Karen,
Vi hafver erfaren,
hvis Dag i Dag det er.
Derfor vi binder
Eder og vinder
en Løsning, der maae være
med noget smukt,
Sukker eller Frugt,
kosteligt vi intet begiere." 
Omkring 1685 skrev den norske salmedigter Dorothe Engelbretsdatter  to; mens hendes samtidige, Petter Dass, forfattede seks. 
Forventningerne om et godt gilde er tydelige i det bindebrev, den 15-årige Birte Hansdatter på Fyn modtog fra en veninde:
"Jeg binder dig hverken med Baand eller Bast,
men med en Silkesnor saa fast
Nu venter vi paa, at du et godt Gilde vil give
med Kaffe og Mjød og Kringler fin
alt efter Viljen din
og frie Musikanter.
Byd til Gilde hvem du vil,
og hvem dit Sind staar til ,
mig du ikke forglemme maa..." 